# Münsterlingen
Münsterlingen ist eine Ortschaft und seit 1994 eine politische Gemeinde im Bezirk Kreuzlingen des Kantons Thurgau in der Schweiz. In Münsterlingen befinden sich das Kantonsspital Münsterlingen und die Psychiatrische Klinik Münsterlingen.

## Geographie
Münsterlingen liegt am Bodensee zwischen Bottighofen und Altnau südöstlich von Kreuzlingen und zählt 3600 Einwohner (Stand: Ende 2023). Der Dorfkern befindet sich am südlichen Bodenseeufer, das Gelände des Klosters Münsterlingen schliesst östlich daran an.

## Geschichte

### Geschichte des Klosters

Das neue Kloster Münsterlingen in der Mitte des 19. Jahrhunderts. Links sind die Reste des alten Klosters zu sehen.

Der Legende nach soll das Kloster Münsterlingen um 986 von einer Schwester des Abts Gregor von Einsiedeln gegründet und der heiligen Walburga geweiht worden sein. 1125 wurde Münsterlingen erstmals als Munsterlin urkundlich erwähnt. Papst Innozenz IV. bestätigte 1254 die Augustinerregel.
1288 konnte sich das Frauenkloster von der Vogtei der Herren von Klingen loskaufen. Es baute die Immunität für den Klosterbezirk aus und begann, eine Gerichtsherrschaft über seine Höfe zu errichten. 1460 kam Münsterlingen unter die Kastvogtei der sieben im Thurgau regierenden eidgenössischen Orte und unterstand fortan deren hohen Gerichtsbarkeit. 1524 hielt die Reformation Einzug. 1549 wurde das Klosterleben mit Benediktinerinnen vom Kloster Engelberg wieder hergestellt.
1617/18 errichtete das Kloster als Patronatsherr eine reformierte Kirche in Scherzingen.
1709 bis 1716 liess das Kloster weiter landeinwärts ein neues Konventsgebäude und eine neue Klosterkirche errichten.

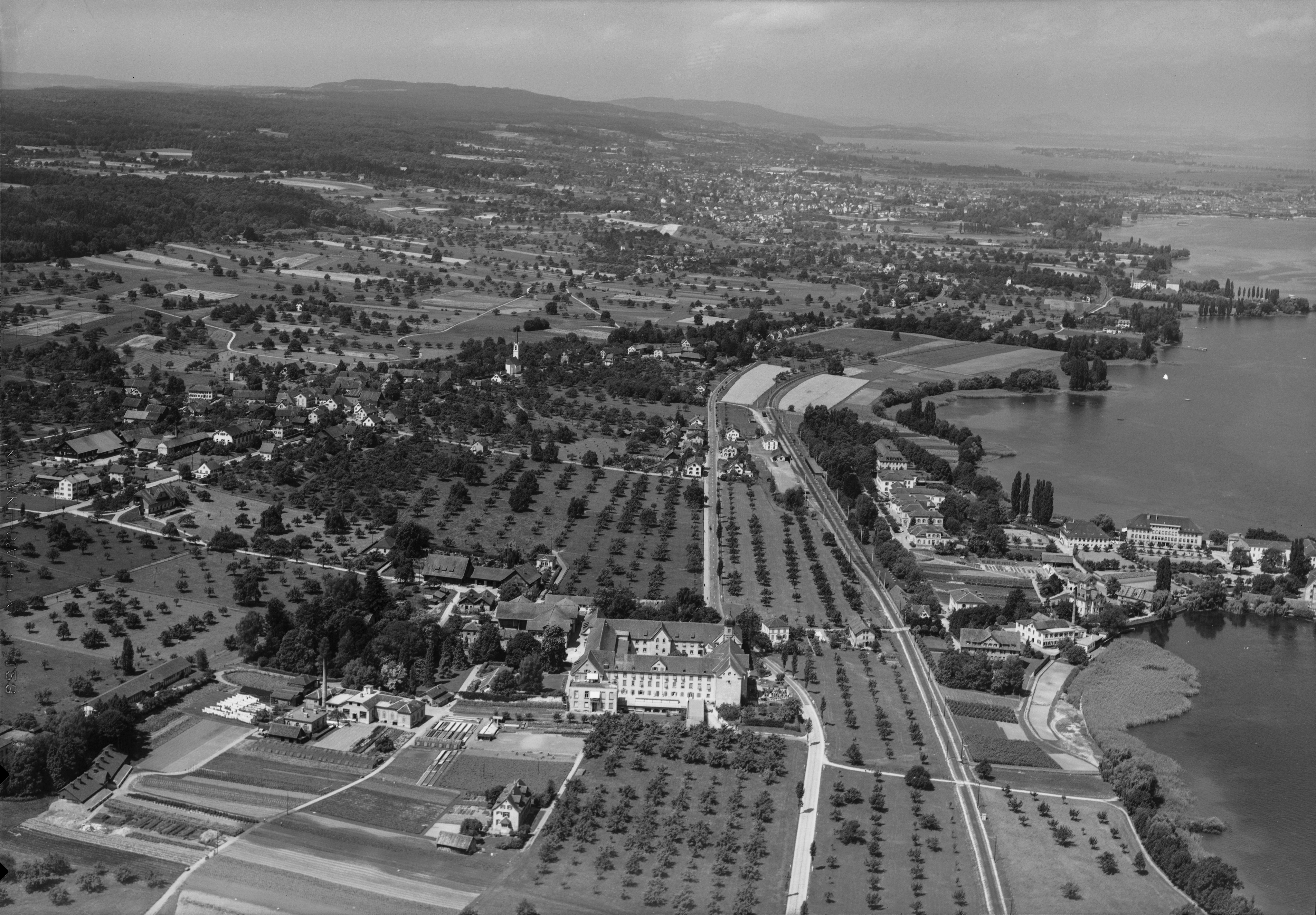
Münsterlingen und Scherzingen, 1954

1486 bis 1621 erwarb Münsterlingen die Gerichtsherrschaft von Landschlacht. Durch die Gerichtsherrschaft erhielt Münsterlingen 1509 vertraglich im thurgauischen Gerichtsherrenstand Einsitz. Das Kloster behielt die niedere Gerichtsbarkeit unter anderem in Münsterlingen, Landschlacht, Uttwil, einem Teil von Schönenbaumgarten und Belzstadel bis 1798. Mit der Säkularisation des Besitzes jenseits des Bodensees sowie etlichen Missernten von 1805 bis 1817 geriet die klösterliche Ökonomie in Schwierigkeiten.
1848 hob der Kanton Thurgau das Kloster auf.

### Geschichte des Spitals
1839 übernahm der Kanton Thurgau einen Gebäudeflügel des Klosters und eröffnete darin 1840 das Kantonsspital. 
1849 betraute er den Arzt Ludwig Binswanger mit der Behandlung der psychisch Kranken. 1893/94 erhielt diese Abteilung eigene Gebäude am See. 
1972 war der rund 70 Millionen Franken teure Neubau des Kantonsspitals Münsterlingen nach langen Auseinandersetzungen bezugsbereit.
1999 wurden das Kantonsspital und die Psychiatrische Klinik Münsterlingen in die Spital Thurgau AG integriert. 

### Geschichte der Gemeinde
Auf den 1. Januar 1994 wurde im Rahmen der thurgauischen Gemeindereorganisation die politische Gemeinde Münsterlingen gebildet. Sie besteht aus den beiden früher eigenständigen Ortsgemeinden Landschlacht und Scherzingen der früheren Munizipalgemeinde Scherzingen. Den Namen und das Wappen hat die Gemeinde von der alten Klosteranlage Münsterlingen erhalten.
2005 stellte der dritte Wirtschaftssektor 97 % der Arbeitsplätze, die Klinik und das Spital beschäftigten allein 877 Personen.
→ siehe auch Artikel Kloster Münsterlingen

→ siehe auch Abschnitt Geschichte im Artikel Landschlacht TG

→ siehe auch Abschnitt Geschichte im Artikel Scherzingen TG

→ siehe auch Artikel Seekrieg auf dem Bodensee 1632–1648

## Politik
Gemeindepräsident ist seit 1. Februar 2023 Hans-Jörg Saner.

## Wappen
Blasonierung: In Rot ein weisses Tatzenkreuz.
Nachdem 1994 die politische Gemeinde Münsterlingen gebildet worden war, bestimmte die Gemeindeversammlung 1996 das Wappen des ehemaligen Klosters Münsterlingen zum Gemeindewappen.

## Bevölkerung
| Hier fehlt eine Grafik, die leider im Moment aus technischen Gründen nicht angezeigt werden kann. Wir arbeiten daran! |

|                                   | 1850 | 1900 | 1950 | 1990 | 2000 | 2010 | 2018 | 2023 |
| --------------------------------- | ---- | ---- | ---- | ---- | ---- | ---- | ---- | ---- |
| Politische Gemeinde Münsterlingen |      |      |      |      | 2599 | 2867 | 3476 | 3553 |
| Ortsgemeinde Landschlacht         | 1260 | 1666 | 2385 | 3652 |      |      |      |      |
| Ortsgemeinde Scherzingen          | 285  | 705  | 1228 | 1470 |      |      |      |      |

Von den insgesamt 3553 Einwohnern der Gemeinde Münsterlingen am 31. Dezember 2023 waren 1347 bzw. 37,9 % ausländische Staatsbürger. 971 (27,3 %) waren evangelisch-reformiert und 965 (27,2 %) römisch-katholisch. Die Ortschaften zählten zu diesem Zeitpunkt folgende Bewohnerzahlen: Münsterlingen 149 Personen, Landschlacht 1494 Personen und Scherzingen 1910 Personen.

## Wirtschaft
In früherer Zeit wurde an den umliegenden Hängen Wein kultiviert, heute werden vor allem Ackerbau und Weidewirtschaft betrieben.
Die 1886 gegründete Weinkellerei Rutishauser, deren Geschäftsaktivitäten 2021 an die Fenaco-Tochter DiVino (seit April 2021: Rutishauser-DiVino AG) übergeben wurden, erzielte 2010 knapp 40 Millionen Franken Umsatz und füllte circa drei Millionen Flaschen Wein ab.
Im Jahr 2016 bot Münsterlingen 2290 Personen Arbeit (umgerechnet auf Vollzeitstellen). Davon waren 1,2 % in der Land- und Forstwirtschaft, 1,8 % in Industrie, Gewerbe und Bau sowie 97,0 % im Dienstleistungssektor tätig.
Wichtigste Arbeitgeber sind das Kantonsspital und die Psychiatrische Klinik.

## Verkehr

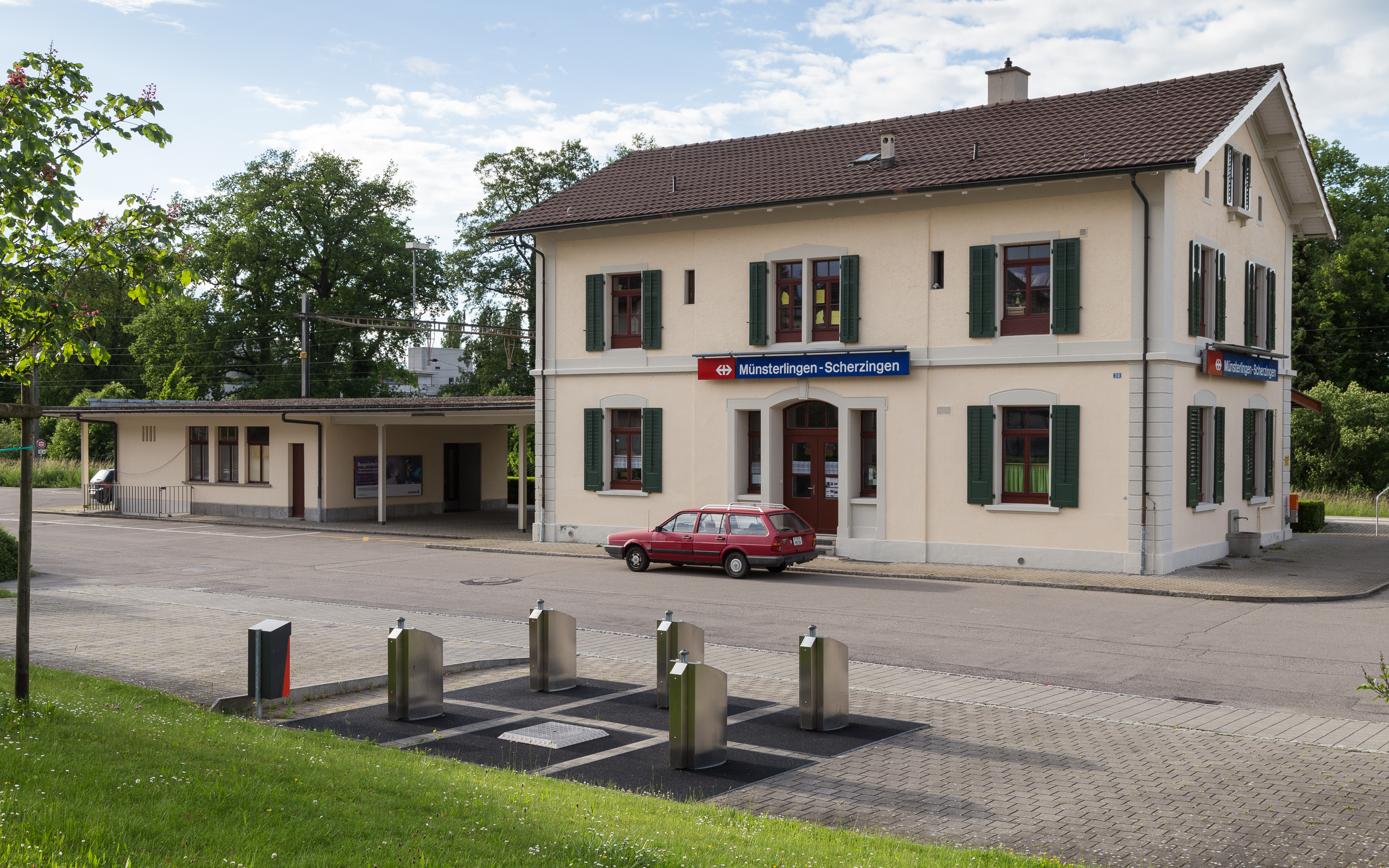
Bahnhof Münsterlingen-Scherzingen

Durch Münsterlingen verläuft die Hauptstrasse Schaffhausen–Rorschach. Im Schienenverkehr verfügt Münsterlingen über drei Bahnhöfe an der Seelinie: Münsterlingen-Scherzingen, Münsterlingen Spital und Landschlacht. Eine Buslinie bindet Münsterlingen an die Stadtbusnetze der nahe gelegenen Städte Kreuzlingen und Konstanz an.

## Sehenswürdigkeiten

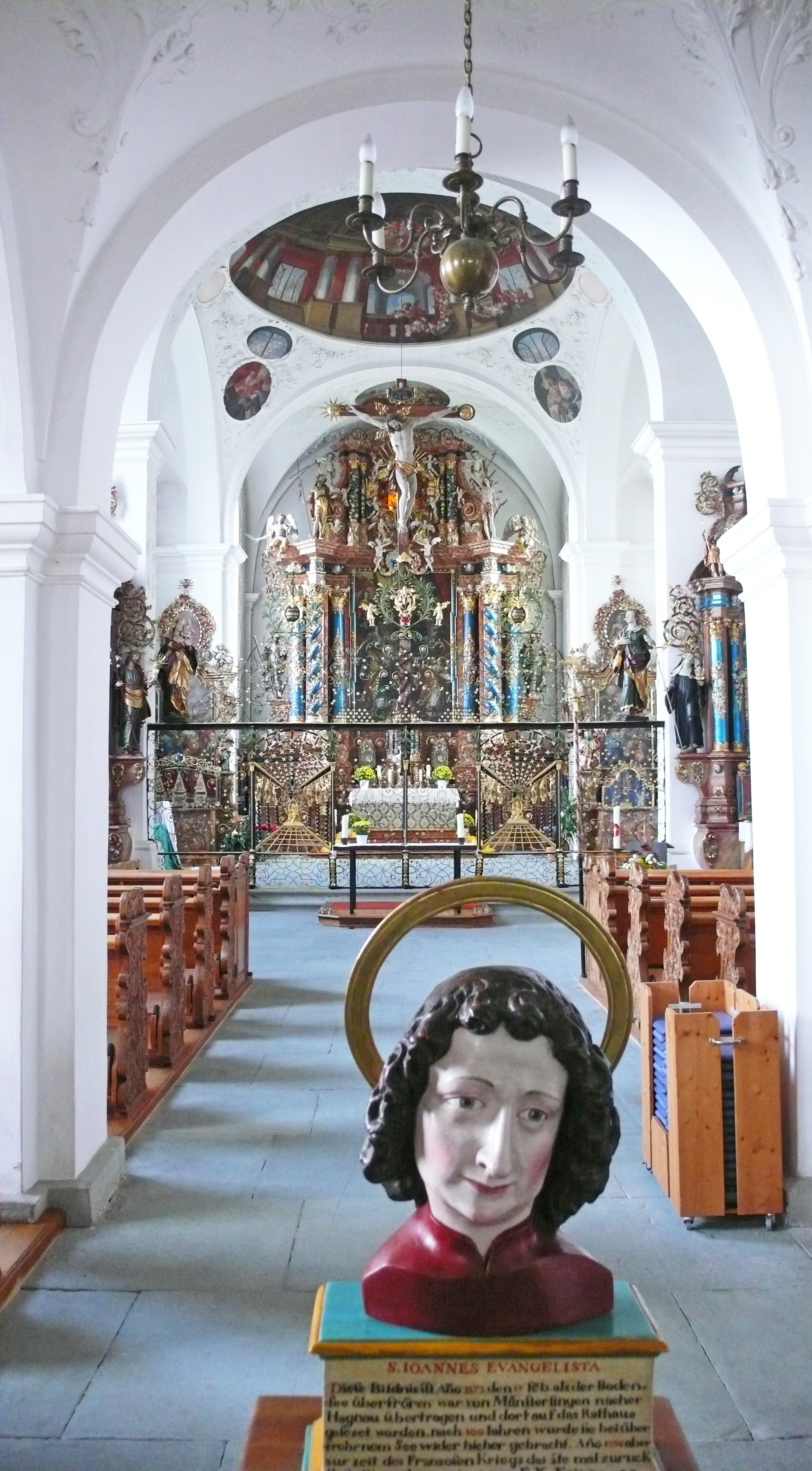
Inneres der Sankt-Remigius-Kirche in Münsterlingen mit Johannes-Büste (2011)

### Kloster Münsterlingen
Das (vom Kanton Thurgau übernommene) Kloster Münsterlingen hat eine Barockkirche. Mit dem am anderen Seeufer gelegenen Hagnau am Bodensee gibt es den Brauch, bei der sogenannten Seegfrörne die Büste des Heiligen Johannes über den zugefrorenen See in die jeweilige Partnergemeinde zu tragen. Seit 1963 steht sie wieder in der ehemaligen Klosterkirche St. Remigius zu Münsterlingen.
Das Kloster Münsterlingen ist im Inventar der schützenswerten Ortsbilder der Schweiz aufgeführt.

### Leonhardskapelle

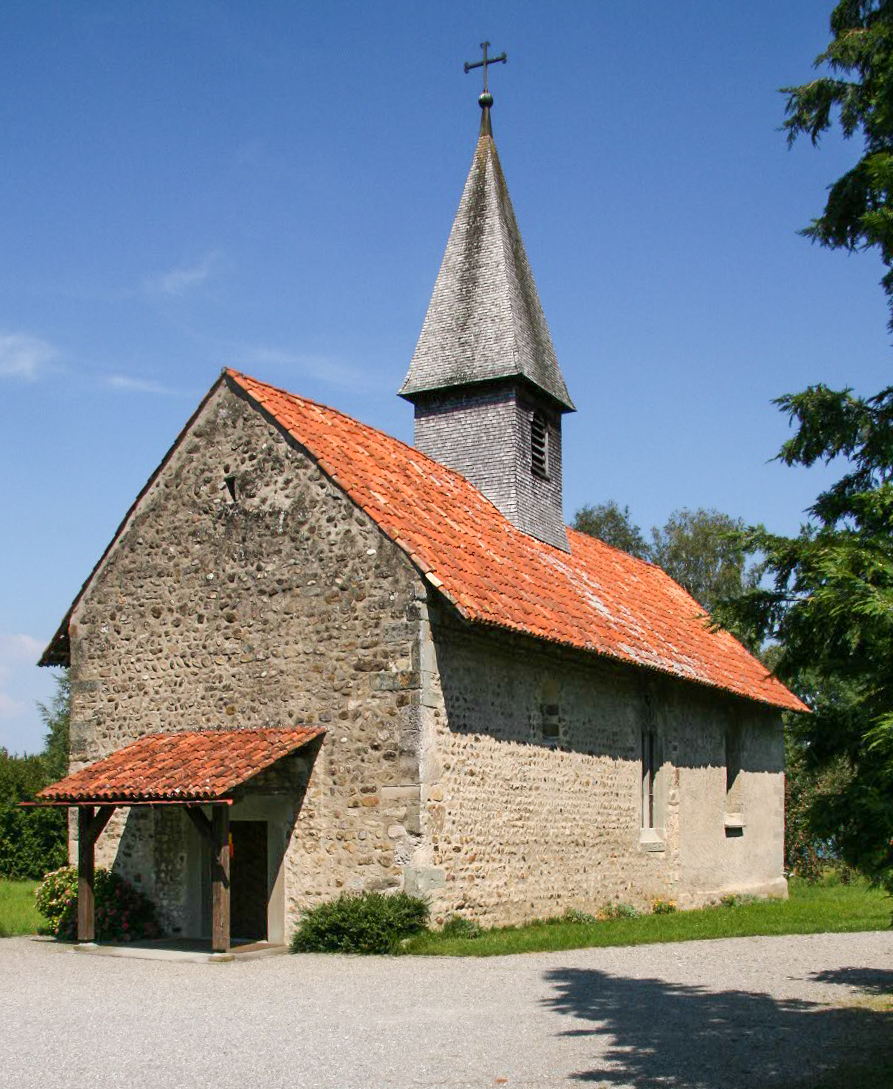
Leonhardskapelle

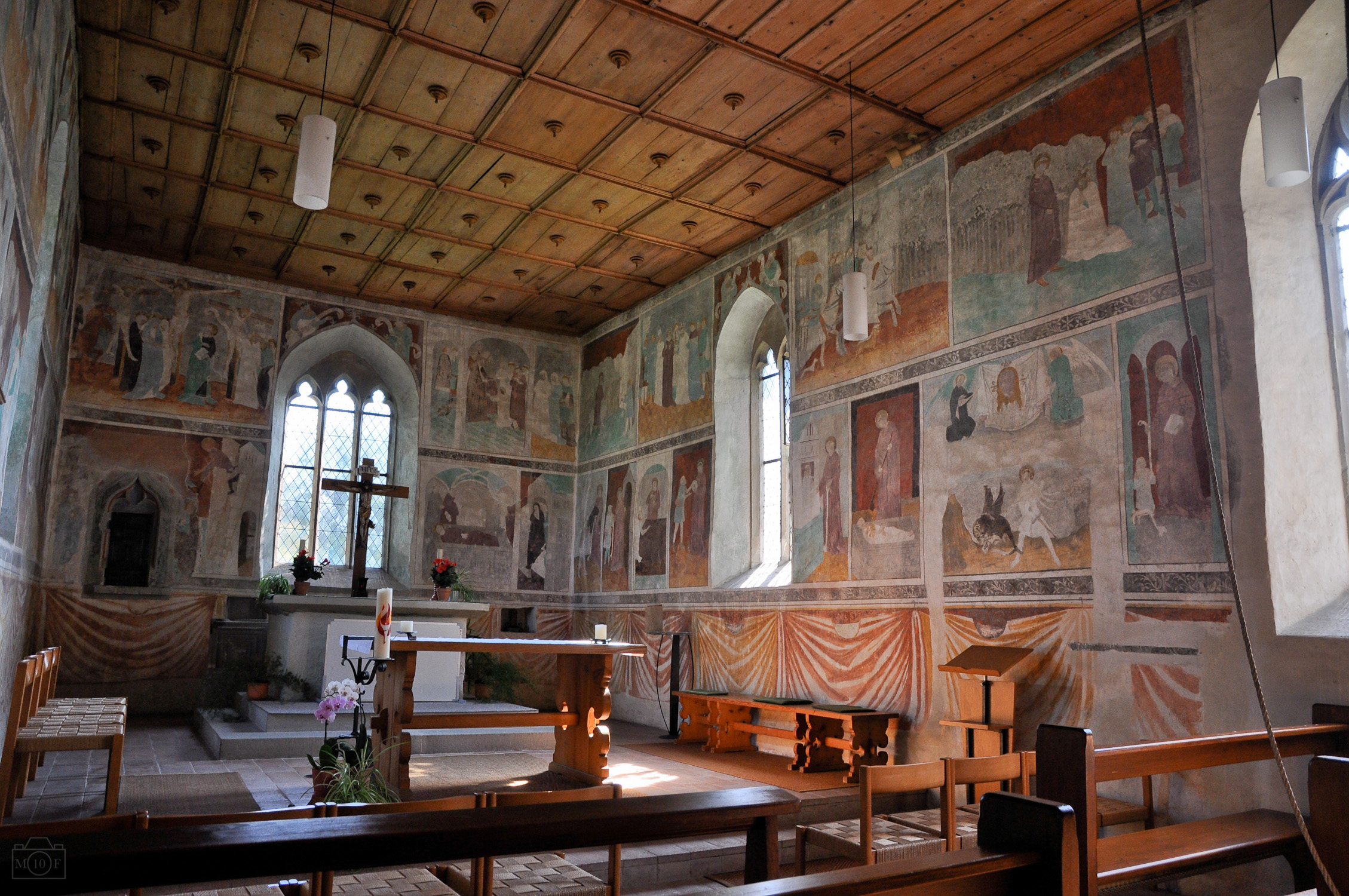
Fresken im Innenraum

Die St. Leonhardskapelle ist neben der Sylvesterkapelle im Überlinger Stadtteil Goldbach eine der ältesten romanischen Kapellen im Bodenseeraum. Die ältesten Teile sind vor dem Jahr 1000 entstanden. Sie wurde seit dem 11. Jahrhundert mit Fresken ausgemalt, besonders gut erhalten sind der Passionszyklus (2. Hälfte des 14. Jahrhunderts) und der datierte Leonhardszyklus von 1432. Die westliche Kapellenhälfte mit dem Eingang ist romanisch und aus groben Feldsteinen errichtet. Die andere Kapellenhälfte ist gotisch und wurde Ende des 14. Jahrhunderts angebaut. Die Kapelle ist mit gotischen Masswerkfenstern ausgestattet.

### Weitere Bauten

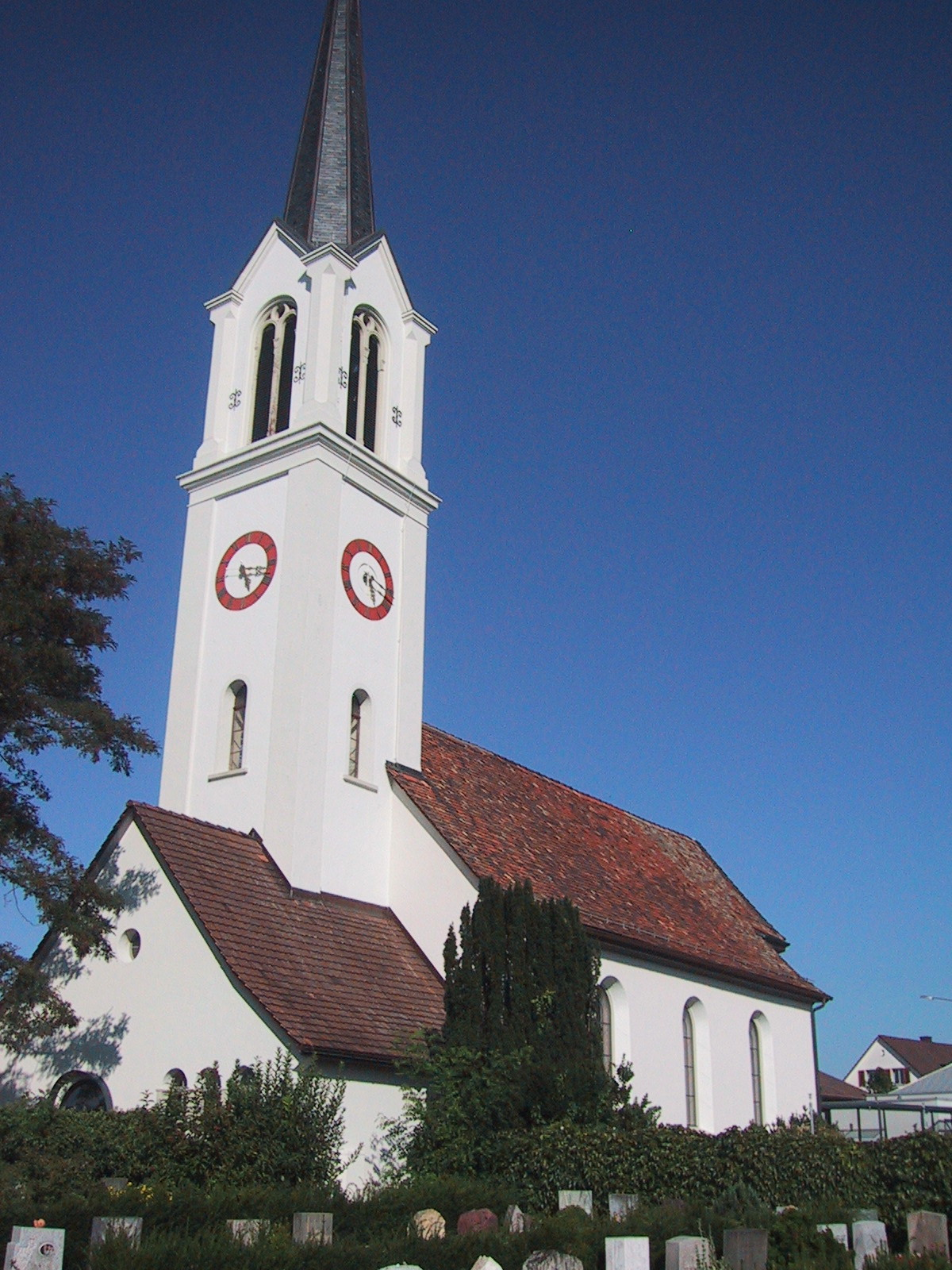
Dorfkirche Scherzingen

- Zwischen Dorf und See verläuft die Eisenbahnlinie Kreuzlingen–Romanshorn. Unterhalb der Bahnlinie auf einem Parkgelände am See liegen die Gebäude der 1839 gegründeten, privatisierten Psychiatrischen Klinik, ehemals Psychiatrisches Kantonsspital und der Stiftung Mansio (hervorgegangen aus den ehemaligen kantonalen IV-Betrieben, vorübergehend als Stiftung Kompass aufgetreten); oberhalb des Klosters liegt das frühere allgemeinmedizinische Kantonsspital Münsterlingen, heute Spital Thurgau AG. «Münsterlingen Seeseite» ist in der örtlichen Umgangssprache ein Euphemismus für die Psychiatrische Klinik.
Die psychiatrische Anstalt in Münsterlingen kam seit 2013 in die öffentliche Kritik, weil Heimkinder aus dem katholischen Kinderheim Fischingen Anfang der 1970er-Jahre dort illegitimen Medikamentenversuchen ausgesetzt waren.[16]

- Die reformierte Dorfkirche in Scherzingen ist der älteste reformierte Kirchenbau im Kanton Thurgau.

## Persönlichkeiten
- Anton Zeller (1760–nach 1836), in Scherzingen geborener Maler, Hofmaler in Neustrelitz
- Ludwig Binswanger der Ältere (1820–1880), Psychiater, leitete ab 1850 die psychiatrische Anstalt Münsterlingen
- Otto Binswanger (1852–1929), in Scherzingen geborener Psychiater und Professor in Jena, Sohn von Ludwig Binswanger
- Eugen Lenz (1916–2004), in Scherzingen geborener Grafiker, Typograf und Maler
- Lisa della Casa (1919–2012), Opernsängerin
- Franco Matossi (1919–2012),  Meisterknecht, Geschäftsführer, Politiker der Schweizerischen Volkspartei (SVP), Thurgauer Grossrat, Staatsrat, Nationalrat und Ständerat
- Ernest Prodolliet (1925–2009), Filmwissenschaftler
- Udo Jürgens (1934–2014), Komponist, Pianist und Sänger
- Julia Onken (* 1942 in Münsterlingen), Psychologin und Psychotherapeutin
- René Aebi (* 1946), Schrittmacher
- Joachim Eder (* 1951 in Münsterlingen), Regierungsrat des Kantons Zug, Ständerat für den Kanton Zug
- Hans-Ruedi Binswanger (1952–2022), Schauspieler und Autor, Gründer des Irrland Verlags
- Peter Stamm (* 1963 in Scherzingen), Schriftsteller
- Timon Altwegg (* 1967 in Münsterlingen), Pianist
- Heidi Diethelm Gerber (* 1969), Sportschützin
- Stefan Birkner (* 1973 in Münsterlingen), deutscher Politiker
- Nils Günther (* 1973 in Scherzingen), Komponist und Pianist
- Jan Ullrich (* 1973), deutscher Radrennfahrer; lebte in Münsterlingen im Ortsteil Scherzingen
- Sabine Wen-Ching Wang (* 1973 in Münsterlingen), Theaterautorin und Lyrikerin
- Bettina Bernadotte (* 1974 in Scherzingen), Geschäftsführerin der Mainau GmbH
- Björn Bernadotte (* 1975 in Scherzingen), Geschäftsführer der Lennart-Bernadotte-Stiftung
- Catherina Ruffing-Bernadotte (* 1977 in Scherzingen), deutsch-schwedische Landschaftsarchitektin
- Laurens Walter (* 1977 in Münsterlingen), österreichischer Schauspieler
- Anita Buri (* 1978 in Münsterlingen), Miss Schweiz 1999
- Fabian Alder (* 1981 in Scherzingen), schweizerischer Regisseur
- Tabea Steiner (* 1981 in Münsterlingen), Literaturvermittlerin und Autorin
- Roman Handschin (* 1982 in Münsterlingen), ehemaliger Schweizer Bobsportler
- Muriel Roth (* 1982 in Münsterlingen), Schauspielerin (u. a. Tatort; Staatstheater Stuttgart)
- Otto Ruppaner (* 1982 in Scherzingen), deutscher parteiloser Politiker
- Julian Reinard (* 1983 in Scherzingen), deutsch-schweizerischer Fussballer
- Barış Arduç (* 1987 in Münsterlingen), türkischer Schauspieler
- Kariem Hussein (* 1989 in Münsterlingen), schweizerisch-ägyptischer Hürdenläufer
- Claudio Imhof (* 1990 in Scherzingen), Bahnradsportler
- Nina Schläfli (* 1990 in Münsterlingen), Nationalrätin
- Julian von Moos (* 2001 in Münsterlingen), Fussballspieler
- Christian Witzig (* 2001 in Münsterlingen), Fussballspieler
- Niklas Sauter (* 2003 in Münsterlingen), deutscher Fussballspieler